# Zofia Witkowska
Zofia Witkowska z domu Duszczyk (ur. 4 kwietnia 1948 w Rogaszycach) – polska polityk, samorządowiec, posłanka na Sejm PRL IX kadencji.

## Życiorys
Uzyskała wykształcenie średnie. W 1964 była telefonistką w Ostrzeszowskim Przedsiębiorstwie Przemysłu Terenowego, a od 1964 do 2000 pracowała w Fabryce Urządzeń Mechanicznych „Ponar-Ostrzesów” w Ostrzeszowie jako referentka, a następnie kierownik ds. gospodarki materiałowej. Była też zatrudniona w urzędzie gminy w Ostrzeszowie jako inspektor ds. obrony cywilnej. W 1967 wstąpiła do Polskiej Zjednoczonej Partii Robotniczej. W 1985 uzyskała mandat posłanki na Sejm PRL IX kadencji w okręgu Kalisz. Zasiadała w Komisji Administracji, Spraw Wewnętrznych i Wymiaru Sprawiedliwości oraz w Komisji Edukacji Narodowej i Młodzieży.
Jest działaczką związkową i przewodniczącą zakładowego koła Ligi Kobiet Polskich, wiceprezesem (wcześniej była prezesem) stowarzyszenia sportowego Crossy Ostrzeszowskie oraz wiceprezesem stowarzyszenia Bezpieczny Powiat. Należy do Sojuszu Lewicy Demokratycznej. W wyborach parlamentarnych w 2001 bez powodzenia kandydowała do Sejmu z listy SLD-UP. Była przewodniczącą rady powiatu ostrzeszowskiego I kadencji (1999–2002), następnie wybierana na radną powiatu w każdych kolejnych wyborach. W latach 2002–2006 i 2010–2014 pełniła urząd wicestarosty ostrzeszowskiego, ponownie objęła go w 2018; od 2014 do 2018 także zasiadała w zarządzie powiatu. W wyborach parlamentarnych w 2011 ponownie bezskutecznie startowała do Sejmu.

## Życie prywatne
Córka Stanisława i Władysławy. Zofia Witkowska ma męża Jana oraz troje dzieci: Andrzeja, Agnieszkę i Tomasza.

## Odznaczenia
- Złoty Krzyż Zasługi (1989)
- Brązowy Krzyż Zasługi (1985)
- Medal Komisji Edukacji Narodowej (1989)
- Srebrny Medal „Za Zasługi dla Pożarnictwa” (2004)
- Odznaka honorowa „Za Zasługi w Rozwoju Województwa Poznańskiego” (1975)
- Odznaka honorowa „Za zasługi dla województwa wielkopolskiego” (2012)
- Honorowa Odznaka Ligi Kobiet Polskich (1987)
- Odznaka „Przyjaciel Dziecka” (1989)
- Odznaka honorowa „Za Zasługi dla Związku Kombatantów RP i Byłych Więźniów Politycznych” (2004)
- Odznaka Honorowa Polskiego Związku Niewidomych (2005)
- Odznaka Rzemiosła Kaliskiego (1999)